# René Fernández Apaza
 René Fernández Apaza (* 9. Januar  1924 in Padilla; † 14. August 2013 in Cochabamba) war ein bolivianischer Geistlicher und römisch-katholischer Erzbischof von Cochabamba. 

## Leben
René Fernández Apaza empfing am 28. November 1948 in Buenos Aires die Priesterweihe.
Papst Paul VI. ernannte ihn am 2. März 1968 zum Bischof von Oruro. Der Erzbischof von Sucre, José Clemente Kardinal Maurer CSsR, spendete ihm am 21. April desselben Jahres die Bischofsweihe; Mitkonsekratoren waren Jorge Manrique Hurtado, Erzbischof von La Paz, und Luis Aníbal Rodríguez Pardo, Bischof von Santa Cruz de la Sierra. Am 30. Juli 1975 wurde er durch Papst Paul VI. zum Erzbischof des Bolivianischen Militärordinariates ernannt; von diesem Amt trat er am 17. Mai 1986 zurück.  
Am 21. November 1981 wurde er von Papst Johannes Paul II. zum Koadjutorerzbischof von Sucre ernannt und folgte am 30. November 1983 Josef Clemens Kardinal Maurer nach dessen Emeritierung als Erzbischof von Sucre nach. Am 16. April 1988 wurde er zum Erzbischof von Cochabamba ernannt. In der bolivianischen Bischofskonferenz war er unter anderem Präsident der Kommission für Lehre und Glauben. 
Am 8. Juli 1999  nahm Papst Johannes Paul II. sein altersbedingtes Rücktrittsgesuch an. Er starb an den Folgen eines Herzinfarktes während der Morgenmesse in der Kapelle seines Hauses in Cochabamba. Er wurde in der Catedral de San Sebastián en Cochabamba bestattet.

## Ehrungen
- Gran Medalla de Oro der Stadt Cochabamba (1998)